# Steffen Hillebrecht
Steffen Hillebrecht (* 1965) ist ein deutscher Ökonom.

## Leben und Karriere
Hillebrecht lehrt an der Fakultät für Wirtschaftswissenschaften der Hochschule für angewandte Wissenschaften Würzburg-Schweinfurt. Das wissenschaftliche Werk umfasst ca. 20 Buchpublikationen und mehr als 100 Fachaufsätze in Allein- oder Co-Autorenschaft, z. B. in Marketing ZFP, Marketing-Journal, Der Betriebswirt, Communicatio Socialis, wisu Das Wirtschaftsstudium und Personal.

## Publikationen
- Kommunikation und Medien. Ein Arbeitsbuch für Hochschule und Praxis, 2. Aufl., Duncker & Humblot, Berlin 2021, ISBN 978-3-89673-763-2.
- Perspektivenorientierte Personalwirtschaft. Einführung aus Arbeitnehmer- und Arbeitgebersicht, Springer Gabler, Wiesbaden 2021, ISBN 978-3-658-32093-5.
- Das Phänomen der Zweiten Karriere. Muster, Motivationen und Konsequenzen für Betroffene und Karriereplanung, LIT-Verlag, Münster 2019, ISBN 978-3-643-14361-7.
- Führung von Personaldienstleistungsunternehmen, Eine strukturierte Einführung, 3. Aufl., Springer Gabler, Wiesbaden 2019, ISBN 978-3-658-26347-8.
- Personalwirtschaft der Medienunternehmen, nomos, Baden-Baden 2018, ISBN 978-3-8487-3703-1.
- Sabbaticals für die Personalentwicklung. Arbeitshilfen für Arbeitnehmer und Personalabteilung, Springer Gabler, Wiesbaden 2018, ISBN 978-3-658-20647-5.
- mit Anke-Andrea Peiniger: Grundkurs Personalberatung. Leitfäden, Checklisten und Beispiele für Personaldienstleister, 6. Aufl., Springer Gabler, Wiesbaden 2018, ISBN  978-3-658-20282-8.
- Die zweite Karriere. Theoretische Basis und praktische Modelle für den beruflichen Neustart, Springer Gabler, Wiesbaden 2017, ISBN 978-3-658-18650-0.
- mit Ellen Braun: Arbeitsbuch Burnout für Unternehmensberater, Führungskräfte und Betriebsräte, Rainer Hampp, Mering 2016, ISBN 978-3-95710-070-2.
- Tutorien und Seminare vorbereiten und moderieren, SpringerGabler-Verlag Wiesbaden 2016, ISBN 978-3-658-12084-9.
- Gruppenarbeiten vorbereiten und moderieren, SpringerGabler-Verlag Wiesbaden 2016, ISBN 978-3-658-12088-7.
- Der Buchmarkt in Slowenien (=Alles Buch, Nr. 51 der Studien der Erlanger Buchwissenschaften), als PDF am 9. Februar 2015 veröffentlicht unter URN: urn:nbn:de:bvb:29-opus4-58867.
- Marketing für Presseverlage. Eine Einführung, 3. Aufl., LIT Verlag, Münster 2015, ISBN 978-3-8258-5697-7.
- mit Ellen Braun: Personalplanung im Buchhandel, Bramann, Frankfurt am Main 2014, ISBN 978-3-934054-63-9.
- mit Ralf Plenz u. a.: Verlagsratgeber Marketing: Zeitungen und Zeitschriften vermarkten, Input-Verlag, Hamburg 2009, ISBN 978-3-930961-83-2.
- mit Ralf Plenz u. a.: Verlagsratgeber Marketing – Marktforschung und Direktmarketing, Input-Verlag Hamburg 2009, ISBN 978-3-930961-84-9.
- mit Rüdiger Best u. a.: Verlagsratgeber Personalwesen: Basiswissen und Expertentipps, Input-Verlag, Hamburg 2009, ISBN 978-3-930961-87-0.
- Seminaren, Schulungen & Workshops professionell gestalten, Redline Wirtschaft bei mi, München 2002.
- Zeitschriften als Weg des Fundraising – Marketingwissen für die erfolgreiche Publizistik im Non-profit-Sektor, Konstanz: Nonprofit-Verlag 2002, 65 Seiten, ISBN 3-932624-56-4.
- SchulMarketing, Merkur-Verlag, Rinteln 2001.
- Kirche vermarkten! Öffentlichkeits-Arbeitsbuch für Gemeinden, LVH, Hannover 1999.
- Spendenakquisition und Sponsoring im Kontext eines kirchlichen Marketings, Nonprofit-Verlag Konstanz 1999, ISBN 978-3-932624-21-6.
- (Hrsg.): Kirchliches Marketing, Bonifatius, Paderborn 1997.